# William Le Baron Jenney

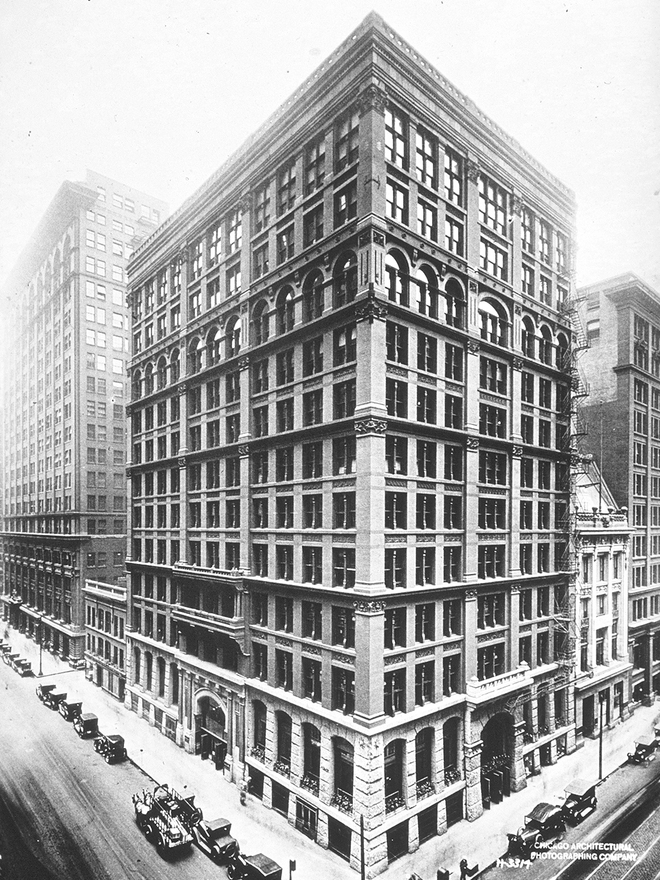
The Home Insurance Building i Chicago från 1885.

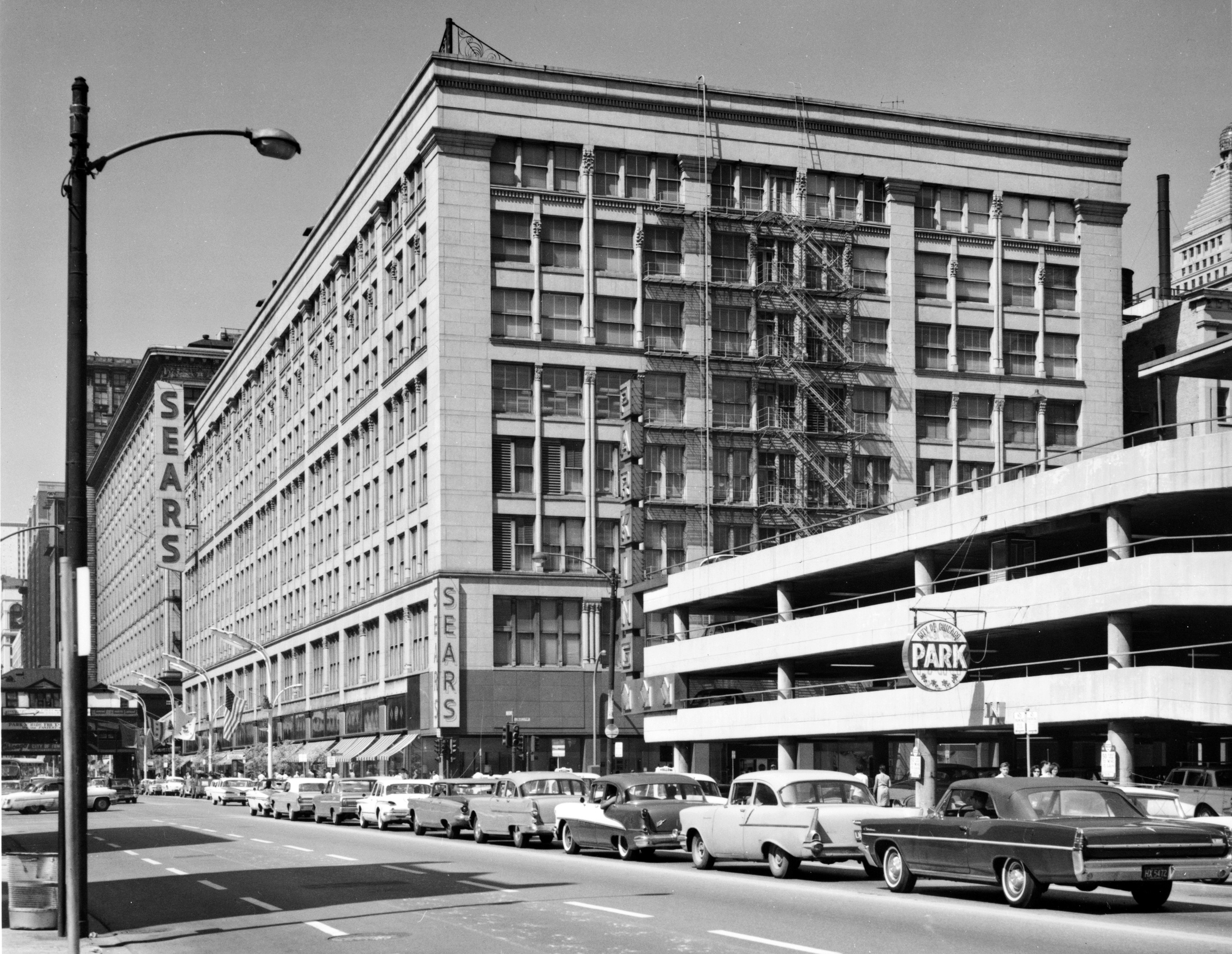
Leiter II Building, South State & East Congress Streets, Chicago.

William Le Baron Jenney, född 25 september 1832 i Fairhaven i Massachusetts, död 14 juni 1907, var en amerikansk arkitekt och ingenjör känd som "den amerikanska skyskrapans fader".

## Biografi
Jenney studerade vid Lawrence Scientific school vid Harvard från 1853, och fortsatte vid École Centrale Paris i Frankrike där han studerade till ingenjör och arkitekt. 1867 flyttade Jenney till Chicago och startade en egen arkitektfirma. Flera arkitekter som skulle komma att verka inom den så kallade Chicagoskolan som Louis Sullivan, Daniel Burnham, William Holabird, och Martin Roche, arbetade hos Jenney. Jenneys mest kända verk är Home Insurance Building i Chicago, det första höghus som uppfördes med en stålkonstruktion. Det byggdes 1884 till 1885 och revs 1931. 

## Byggnader
- Col James H. Bowen House, Chicago, 1868
- Home Insurance Building, Chicago, 1885-1931
- Ludington Building, Chicago 1891
- Manhattan Building, Chicago 1891
- Horticultural Building, vid  World's Columbian Exposition, Chicago 1893
- New York Life Insurance Building, Chicago 1894